# U.S. Route 1/9
U.S. Route 1/9 é uma pista de 31,01
-milha (49,91 km) de comprimento e uma ramificação da US 1 e US 9 que cruza o Woodbridge, Condado de Middlesex em Nova Jérsei a norte da cidade de Nova Iorque em Nova Iorque. A rota tem várias pistas, algumas construídas nos padrões de auto-estradas (rodovias), que passam em áreas urbanizadas de Nova Jérsei adjacentes a cidade de Nova Iorque. Em grande parte de sua rota, em Nova Jérsei, a estrada passa próximo a New Jersey Turnpike/Interestatal 95 (I-95). Em Fort Lee, a US 1/9 se une com a I-95 e cruza o Rio Hudson na ponte George Washington, onde as rotas federais se dividem perto de Nova Iorque. A US 1/9, portanto, intercepta várias estradas principais, incluindo a I-278 em Linden, a Rota 81 em Elizabeth, a I-78 e a US 22 em Newark, Rota 139 em Jersey City, Rota 3 e a Rota 495 em North Bergen, y la US 46 en Palisades Park. Entre Newark e Jersey City, a US 1/9 passa ao longo do Pulaski Skyway. Os caminhões neste trecho da estrada devem usar a US 1/9 Truck.